# Tamás Salamon-Rácz

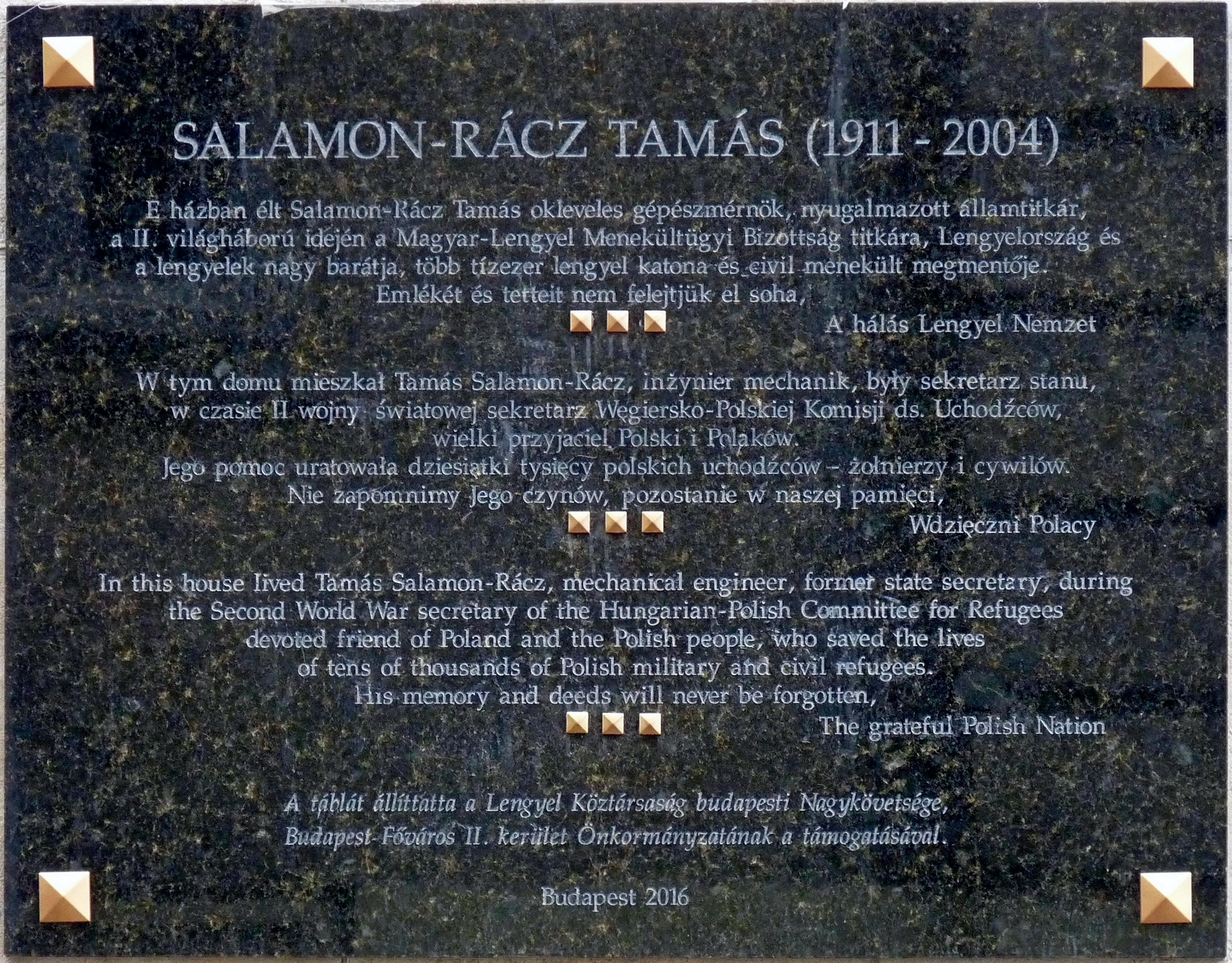
Tablica upamiętniająca Tamása Salamon-Rácza w miejscu jego zamieszkania w Budapeszcie na ul. Kavics 11.

Tamás Salamon-Rácz (ur. 18 grudnia 1911 w Budapeszcie, zm. 2004) – węgierski inżynier mechanik, w czasie II wojny światowej zaangażowany w pomoc Polakom przebywającym na Węgrzech.

## Życiorys
Tamás Salamon-Rácz pochodził z rodziny wojskowej. W 1939 wstąpił do gwardii narodowej. Był liderem ruchu młodzieżowego na Węgrzech. W 1939 przerwał studia inżynierskie, żeby zaangażować się w działalność Węgiersko-Polskiego Komitetu Opieki nad Uchodźcami, którego został sekretarzem generalnym (był jedynym mężczyzną w jego władzach). Działał nie tylko w ramach Komitetu – we współpracy z Józsefem Antallem organizował przerzuty polskich żołnierzy przez granicę z Jugosławią. Pod naciskiem Niemców Salamon-Rácza aresztowano i skazano na półtora roku pozbawienia wolności w 1941. Po wyjściu z więzienia, w 1942 uzyskał na Uniwersytecie Techniczno-Ekonomicznym w Budapeszcie dyplom inżyniera mechnika. Do przejścia na emeryturę w 1983 pracował zgodnie z wykształceniem. Po zakończeniu wojny bez powodzenia próbował zająć się handlem między Polską a Węgrami. W latach 1945–1947 był członkiem Narodowej Partii Ludowej, z ramienia której przez pewien moment sprawował funkcję sekretarza stanu w Ministerstwie Przemysłu.
W 2014 Tamás Salamon-Rácz został pośmiertnie odznaczony Krzyżem Komandorskim Orderu Zasługi Rzeczypospolitej Polskiej.
W 2016 na budynku w Budapeszcie przy ul. Kavics 11, gdzie Salamon-Rácz mieszkał, odsłonięto upamiętniającą go tablicę.